# Powder River
Powder River – rzeka o długości ok. 604 km w południowo-wschodniej Montanie i północno-wschodnim Wyoming w Stanach Zjednoczonych, dopływ rzeki Yellowstone. Przepływa przez obszar historycznie znany jako Kraj rzeki Powder na wysoczyźnie Wielkich Równin na wschód od pasma górskiego Bighorn.
Początek bierze ze źródeł trzech potoków we wschodnim Wyoming. Potoki północny i środkowy wypływają ze wschodnich stoków Pasma Bighorn. Potok południowy natomiast z podnóża szczytu Garfield Peak w Górach Granitowych, na zachód od miasta Casper. Wszystkie trzy potoki łączą się na wschodnim pogórzu pasma Bighorn koło miejscowości Kaycee. Połączone potoki – już jako niewielka rzeka – płyną stąd na północ, ku terytorium Montany, gdzie – w pobliżu miejscowości Broadus – następuje połączenie z rzeką Little Powder, a następnie z rzeką Yellowstone około 90 km poniżej miejscowości Miles City. Powder River wzięła swą nazwę od piasku na jej brzegach, który miejscami przypomina wyglądem proch strzelecki.
Dolina rzeki, nosząca nazwę Basenu rzeki Powder (w pobliżu granicy Montana/Wyoming), słynie ze złóż węgla kamiennego. W tym rejonie wydobywa się więcej tego surowca niż w jakimkolwiek innym stanie w USA (ponad 40% wydobycia węgla w USA w 2012). Kopalnia odkrywkowa Black Thunder jest największą (jeśli chodzi o wydobycie) kopalnią w Stanach Zjednoczonych; w roku 2006 dostarczyła na rynek 84 miliony ton węgla.